# Switlana Bondarenko
Switlana Mychajliwna Bondarenko (ukrainisch Світлана Михайлівна Бондаренко; * 12. August 1971 in Saporischschja) ist eine ehemalige ukrainische Schwimmerin. Die Spezialistin im Brustschwimmen gewann bei Europameisterschaften einmal Gold, neunmal Silber und zweimal Bronze auf der 50-Meter-Bahn. Auf der 25-Meter-Bahn erschwamm sie bei Kurzbahnweltmeisterschaften zwei Silbermedaillen und eine Bronzemedaille, bei Kurzbahneuropameisterschaften erhielt sie einmal Bronze.

## Sportliche Karriere
Die 1,76 Meter große Bondarenko schwamm für Spartak Saporischschja und studierte an der Saporischschjer Nationalen Universität.

### Die frühen Jahre bis 1996 mit viermal Europameisterschafts-Silber
Bei den Europameisterschaften 1991 in Athen trat Bondarenko noch für die Sowjetunion an und wurde über 100 Meter Brust Zweite hinter der ebenfalls für die Sowjetunion antretenden Belarussin Jelena Rudkowskaja.
Zwei Jahre später bei den Europameisterschaften 1993 in Sheffield trat Bondarenko mit dem ukrainischen Team an und wurde über 100 Meter Brust Zweite hinter der Deutschen Sylvia Gerasch und vor Rudkowskaja. Bei der Universiade 1993 in Buffalo belegte Bondarenko über 100 Meter Brust den zweiten Platz hinter der Kanadierin Guylaine Cloutier. Über 200 Meter Brust siegte Bondarenko mit über einer Sekunde Vorsprung vor der Japanerin Yoshie Nishioka. Ende 1993 trat Bondarenko bei den Kurzbahnweltmeisterschaften 1993 in Palma de Mallorca an und erreichte sowohl über 100 Meter Brust als auch über 200 Meter Brust das Finale. 1994 bei den Weltmeisterschaften in Rom wurde Bondarenko als Sechste des B-Finales insgesamt 14. über 100 Meter Brust. 1995 bei den Europameisterschaften in Wien erschwamm Bondarenko sowohl über 100 Meter als auch über 200 Meter Brust die Silbermedaille hinter der Belgierin Brigitte Becue. Über 200 Meter Brust lag Bondarenko dabei fast drei Sekunden hinter der Belgierin und nur neun Hundertstelsekunden vor der Polin Alicja Pęczak. Ende des Jahres bei den Kurzbahnweltmeisterschaften 1995 in Rio de Janeiro belegte Bondarenko auf beiden Bruststrecken den zweiten Platz hinter der Australierin Samantha Riley. Riley wurde des Dopings überführt, wird aber in den Ergebnislisten als Siegerin angezeigt.
1996 bei den Olympischen Spielen in Atlanta belegte Bondarenko über 100 Meter Brust den vierten Platz mit 0,03 Sekunden Rückstand auf Samantha Riley. Über 200 Meter Brust schwamm Bondarenko die 16. Vorlaufzeit, verzichtete aber auf die Teilnahme am B-Finale.

### Die mittleren Jahre bis 2000 mit zweimal Europameisterschaftssilber
Im April 1997 bei den Kurzbahnweltmeisterschaften in Göteborg schlug Bondarenko über 100 Meter Brust als Dritte hinter der Australierin Kristy Ellem und der Polin Alicja Pęczak an. Bondarenko lag 0,06 Sekunden hinter der Polin und 0,02 Sekunden vor der Südafrikanerin Julia Russell. Bei den Europameisterschaften in Sevilla erschwamm Bondarenko die Silbermedaille hinter der Ungarin Ágnes Kovács. Direkt im Anschluss bei der Universiade in Catania siegte Bondarenko über 100 Meter Brust vor der Südafrikanerin Penelope Heyns. Über 200 Meter Brust gewann die Japanerin Masami Tanaka vor Bondarenko.
Im Januar 1998 bei den Weltmeisterschaften in Perth erreichte Bondarenko den siebten Platz über 100 Meter Brust und den achten Platz über 200 Meter Brust. Ende 1998 erschwamm Bondarenko in Sheffield ihre einzige Medaille bei Kurzbahneuropameisterschaften, als sie Dritte hinter Brigitte Becue und Alicja Pęczak wurde. Im April 1999 belegte Bondarenko über 100 Meter Brust den siebten Platz bei den Kurzbahnweltmeisterschaften in Hongkong. Ende Juli bei den Europameisterschaften in Istanbul gewann Bondarenko zum fünften Mal in Folge Silber über 100 Meter Brust, Ágnes Kovács verteidigte ihren Titel mit über einer halben Sekunde Vorsprung. Erstmals wurden auch die 50 Meter Brust bei Europameisterschaften ausgetragen, Bondarenko belegte hier den fünften Platz. Die ukrainische 4-mal-100-Meter-Lagenstaffel schlug im Finale als Achte an.
Im Juli 2000 bei den Europameisterschaften in Helsinki endete Bondarenkos Silberserie der 1990er Jahre. Über 100 Meter Brust erschwamm sie die Bronzemedaille hinter Ágnes Kovács und Sylvia Gerasch. Über 50 Meter Brust wurde Bondarenko wie im Vorjahr Fünfte und die Lagenstaffel belegte erneut den achten Platz. Zweieinhalb Monate später bei den Olympischen Spielen in Sydney schied Bondarenko über 100 Meter Brust als 13. des Halbfinales aus. Die ukrainische Lagenstaffel schwamm die 16. Vorlaufzeit unter 18 zugelassenen Staffeln. Ende 2000 erreichte Bondarenko bei den Kurzbahneuropameisterschaften 2000 in Valencia weder über 50 Meter Brust noch über 100 Meter Brust das Finale.

### Die späten Jahre bis 2004 mit Europameisterschaftsgold und dreimal Europameisterschaftssilber
Nach einem Jahr ohne internationale Ergebnisse schwamm Bondarenko mit der ukrainischen 4-mal-100-Meter-Lagenstaffel auf den sechsten Platz bei den Kurzbahnweltmeisterschaften 2002 in Moskau. Bei den Europameisterschaften in Berlin erkämpfte Bondarenko zwei Silbermedaillen. Sowohl über 50 Meter Brust als auch über 100 Meter Brust wurde sie Zweite hinter der Schwedin Emma Igelström. Hinzu kam eine Bronzemedaille für die 4-mal-100-Meter-Lagenstaffel mit Iryna Amschennikowa, Switlana Bondarenko, Jana Klotschkowa und Olga Mukomol. Ende 2002 bei den Kurzbahneuropameisterschaften in Riesa wurde Bondarenko Achte über 50 Meter Brust.
2003 schied Bondarenko bei den Weltmeisterschaften in Barcelona sowohl über 50 Meter Brust als auch über 100 Meter Brust als 18. der Vorläufe aus. Im Mai 2004 bei den Europameisterschaften in Madrid siegte Bondarenko über 100 Meter Brust mit 0,14 Sekunden Vorsprung vor der Russin Jelena Bogomasowa und gewann 13 Jahre nach ihrer ersten Europameisterschaftmedaille auf dieser Strecke Gold. Über 50 Meter Brust schlug Bondarenko als Fünfte an. Die ukrainische Lagenstaffel mit Iryna Amschennikowa, Switlana Bondarenko, Jana Klotschkowa und Olga Mukomol erhielt die Silbermedaille hinter den Französinnen. Im August bei den Olympischen Spielen in Athen erreichte Bondarenko das Finale über 100 Meter Brust und wurde als zweitbeste Europäerin Siebte. Die Lagenstaffel trat im Vorlauf ohne Jana Klotschkowa an und verfehlte den Finaleinzug mit der zehntbesten Vorlaufzeit um über eine Sekunde.

### Ausklang der Karriere
2006 bei den Europameisterschaften in Budapest verfehlte Bondarenko auf allen drei Brustdistanzen den Finaleinzug. In der Lagenstaffel schwamm Hanna Chlistunowa, die als Bondarenkos Nachfolgerin Europameisterin über 100 Meter Brust geworden war. 2008 bei den Europameisterschaften in Eindhoven erreichte Bondarenko noch einmal das Finale über 50 Meter Brust und schlug als Siebte an. Zwei Jahre später war wieder Budapest Austragungsort der Europameisterschaften 2010. Bondarenko schied im Halbfinale über 100 Meter Brust aus.